# Turismo em Caicó

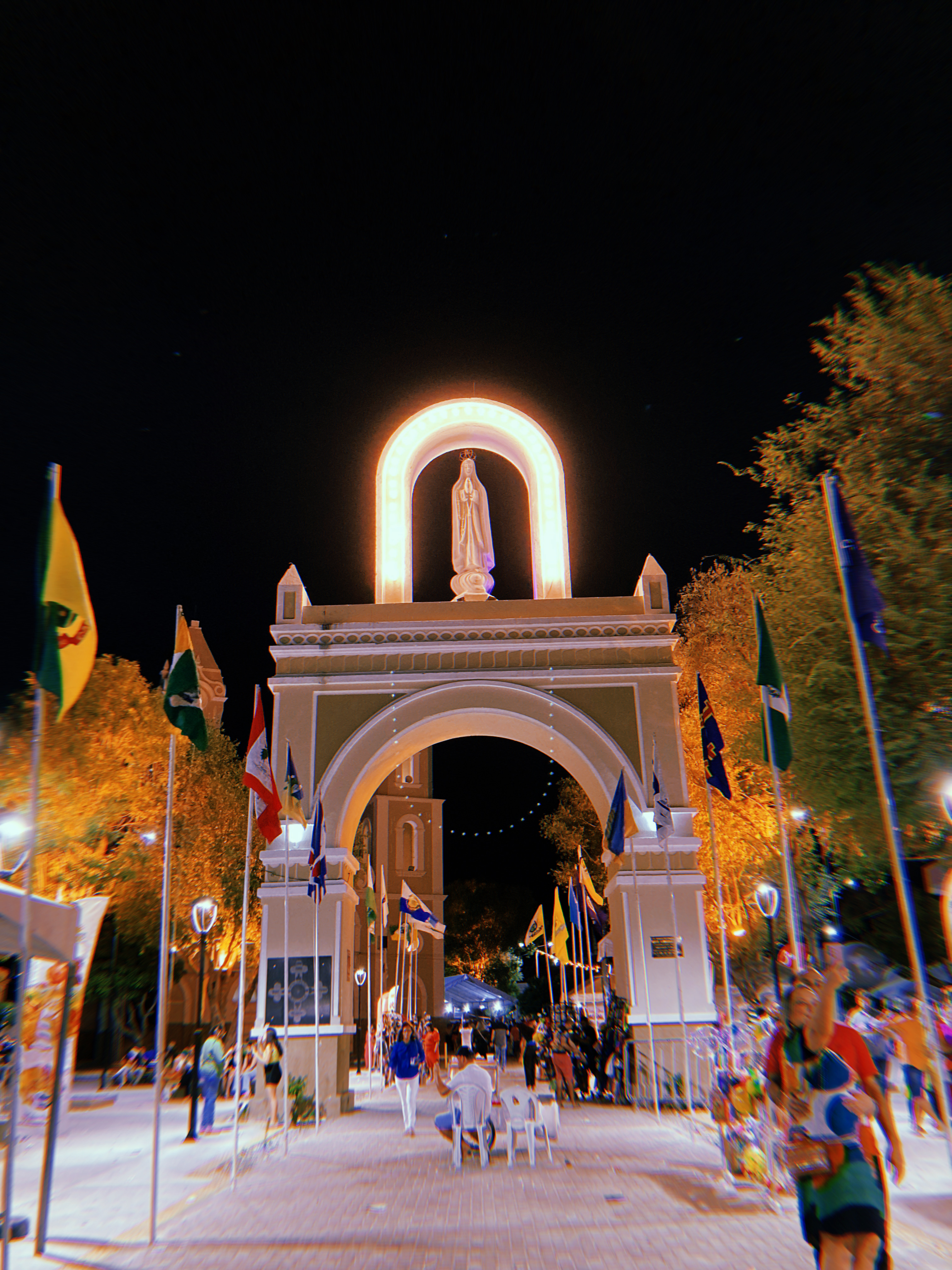
Arco do Triunfo, ponto turístico da cidade.

Caicó é um município integrante da lista de municípios turísticos da Embratur, faz parte do polo turístico do Seridó ou Roteiro Seridó, tal roteiro faz parte do projeto "Talentos do Brasil Rural" que indica cidades turísticas próximas à cidades sede da Copa do Mundo de 2014 para serem conhecidas. Caicó ainda integra o Guia Turístico de Produção Associada, publicado pelo Ministério do Turismo,  devido a identificação e registro de produtos com representatividade cultural e identidade regional.

## Ecoturismo
No município, acontecem práticas de ecoturismo. Em suas serras, grutas e rios, podem-se realizar rapel, escalada, rali, mountain bike, acampamentos, trilhas e trekking em locais como a serra de São Bernardo, serra da Formiga, gruta da Caridade e pedra da Baleia localizada no rio Seridó.

## Turismo Cultural
No turismo cultural, destaca-se a Irmandade dos Negros do Rosário, criada em 1771, onde pode ser vistas seus rituais que utilizam lanças e danças tribais ao som de tambores seculares. Ainda pode-se visitar o Museu do Seridó, onde pode se conhecer a história do povo seridoense, seu modo de vida e seus ciclos econômicos, além de exposição de artistas locais. Outro destaque é o artesanato local, onde Caicó é conhecida como "Terra do bordado", pela excelência de seus trabalhos manuais, herança da colonização portuguesa. A culinária é outro atrativo da cidade, que se destaca nacionalmente pela qualidade de sua carne-de-sol, queijo de manteiga e de coalho, manteiga-de-garrafa, assim como seus doces tipícos: filhós, chouriço e biscoitos caseiros. Além da nova vedete: a produção de cachaças.

## Turismo de Eventos
Dentre o turismo de eventos destaca-se o carnaval, que já figura entre os maiores do nordeste. Onde o principal atrativo é o "bloco Ala Ursa" ou "bloco do Magão", que arrasta multidões pelas ruas da cidade ao som de frevo e marchinhas, acompanhada de bonecos gigantes, burrinhas e papangus. A sexta-feira destaca-se pela saída do bloco das Virgens, onde os homens vão trajados com roupas femininas e as mulheres vão vestidas de homem. À noite, o carnaval acontece no complexo turístico Ilha de Santana, onde os blocos formados pelos jovens, geralmente com nomes irreverentes celebram o carnaval ao som de músicas atuais de axé e forró elétrico. Um detalhe que deixa o carnaval caicoense único é a confecção de caixotes, onde os blocos conservam as bebidas que serão consumidas durante a festa. Na Ilha de Santana forma-se um corredor onde os blocos "rivalizam" a atenção para seu caixote, onde há até a existência de caixotes motorizados.

## Turismo Religioso
Caicó é um destino potencial de turismo religioso, a Festa de Sant'Ana realiza na última semana de julho, já é o maior evento socio-religioso do Rio Grande do Norte. A festa é uma mistura de sagrado e profano que atrai turistas de todos os cantos do RN. A Festa de Sant'Ana é se tornou Patrimônio Imaterial do Brasil pelo IPHAN, sendo a primeira manifestação cultural a sofrer tombamento no estado e a quarta manifestação a se enquadrar como patrimônio imaterial no Brasil.

## Pontos turísticos
- Catedral de Sant'Ana
- Ilha de Santana
- Castelo de Engady
- Açude Itans e Estação de Piscicultura
- Barragem Passagem das Traíras
- Gruta da Caridade